# Tarnów (Goworowice)
Tarnów (deutsch Tharnau bei Ottmachau) ist ein Weiler und Ortsteil von Goworowice (Gauers) innerhalb der Landgemeinde Kamiennik im Powiat Nyski in der Woiwodschaft Opole in Polen.

## Geographie

### Geographische Lage
Das Straßendorf Tarnów liegt im Südwesten der historischen Region Oberschlesien. Der Ort liegt etwa ein Kilometer nordöstlich von Goworowice.
Tarnów liegt in der Przedgórze Sudeckie (Sudetenvorgebirge) innerhalb der Wzgórza Niemczańsko-Strzelińskie (Nimptsch-Strehlen-Höhen). Das Dorf liegt an der Krynka (Kryhn), ein rechter Zufluss der Oława (Ohle).

### Nachbarorte
Nachbarorte von Tarnów sind im Norden der Gemeindesitz Kamiennik (Kamnig), im Osten Zurzyce (Zauritz) sowie im Südwesten Goworowice (Gauers).

## Geschichte
In dem Werk Liber fundationis episcopatus Vratislaviensis aus den Jahren 1295–1305 wird der Ort erstmals als Tarnava erwähnt. Für das Jahr 1368 ist die Ortsbezeichnung Tharnow überliefert.
Nach dem Ersten Schlesischen Krieg 1742 fiel Tharnau bei Ottmachau mit dem größten Teil Schlesiens an Preußen.
Nach der Neuorganisation der Provinz Schlesien gehörte die Landgemeinde Tharnau bei Ottmachau ab 1816 zum Landkreis Grottkau im Regierungsbezirk Oppeln. 1845 bestanden im Dorf ein Vorwerk, eine Schmiede sowie 15 weitere Häuser. Im gleichen Jahr lebten in Tharnau bei Ottmachau 107 Menschen, davon 17 evangelisch. 1855 lebten 117 Menschen in Tharnau bei Ottmachau. 1865 bestanden im Ort fünf Gärtner- und fünf Häuslerstellen sowie eine Wassermühle. Eingeschult waren die Bewohner nach Gauers. 1874 wurde der Amtsbezirk Gauers gegründet, welcher aus den Landgemeinden Gauers, Pillwösche, Satteldorf, Starrwitz und Tharnau b. Ottmachau und den Gutsbezirken Gauers, Pillwösche, Satteldorf, Starrwitz I, Starrwitz II und Tharnau b. Ottmachau bestand. 1885 zählte Tharnau bei Ottmachau 62 Einwohner.
1931 wurde Tharnau bei Ottmachau in die Landgemeinde Gauers eingegliedert. Bis Kriegsende 1945 gehörte der Ort innerhalb der Landgemeinde Gauers zum Landkreis Grottkau.
Als Folge des Zweiten Weltkriegs fiel Tharnau mit der Landgemeinde Gauers 1945 wie der größte Teil Schlesiens unter polnische Verwaltung. Nachfolgend wurde es in Tarnów umbenannt und der Woiwodschaft Schlesien angeschlossen. Die deutsche Bevölkerung wurde weitgehend vertrieben. 1950 wurde es der Woiwodschaft Oppeln eingegliedert. 1999 kam der Ort zum wiedergegründeten Powiat Nyski.